# Międzychód (gmina)
Pour les articles homonymes, voir Międzychód (homonymie).
Międzychód est une gmina mixte du powiat de Międzychód, Grande-Pologne, dans le centre-ouest de la Pologne. Son siège est la ville de Międzychód, qui se situe environ 74 km à l'ouest de la capitale régionale Poznań.
La gmina couvre une superficie de 307,24 km2 pour une population de 18 290 habitants.

## Géographie

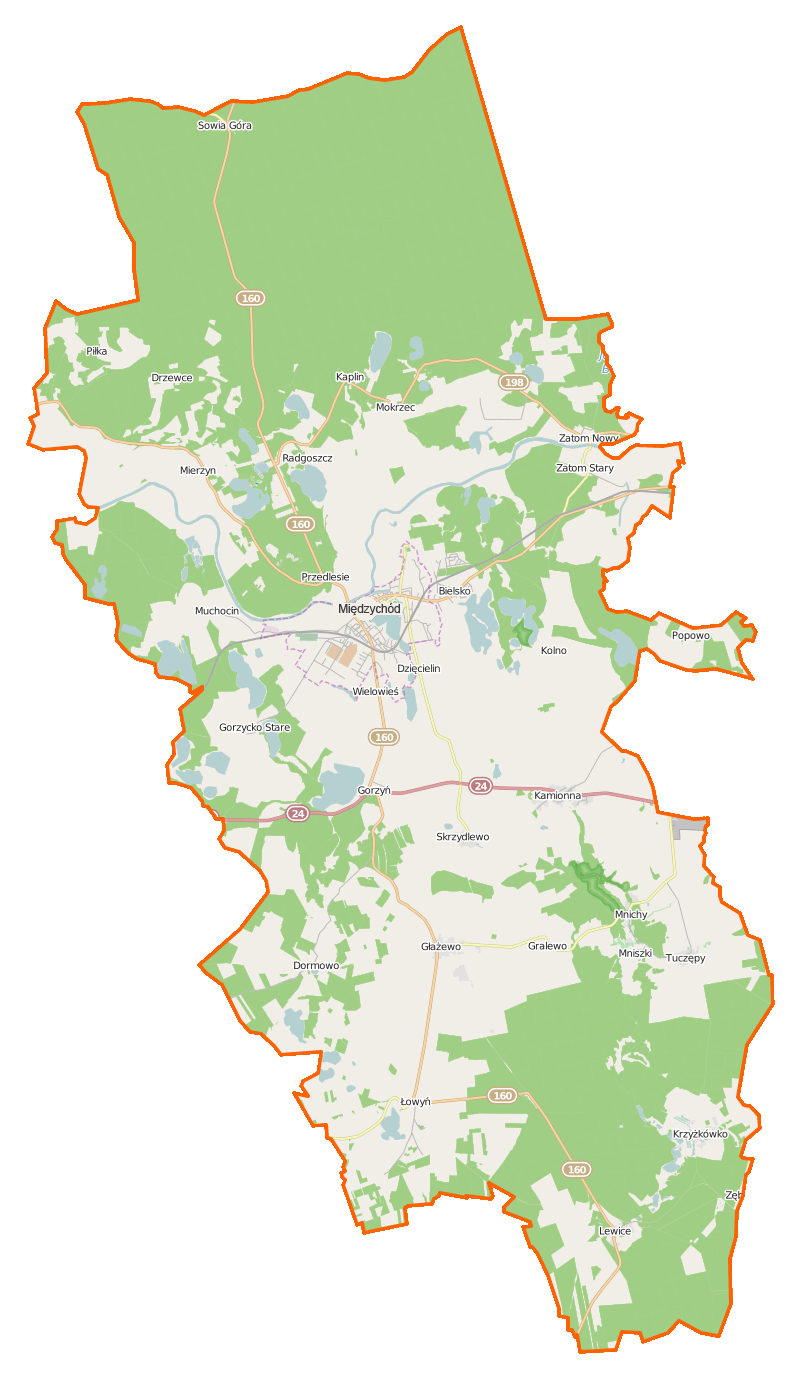
Plan de la gmina.

Outre la ville de Międzychód, la gmina inclut les villages de:
- Bielsko
- Dormowo
- Drzewce
- Dzięcielin
- Głażewo
- Gorzycko Stare
- Gorzyń
- Gralewo
- Kamionna
- Kolno
- Krzyżkówko
- Lewice
- Łowyń
- Mierzyn
- Mnichy-Mniszki
- Mokrzec
- Muchocin
- Piłka
- Popowo
- Radgoszcz
- Skrzydlewo
- Sowia Góra
- Tuczępy
- Wielowieś
- Zatom Nowy
- Zatom Stary

### Gminy voisines
La gmina de Międzychód est bordée des gminy de:
- Drezdenko
- Kwilcz
- Lwówek
- Miedzichowo
- Przytoczna
- Pszczew
- Sieraków
- Skwierzyna

## Structure du terrain
D'après les données de 2002, la superficie de la commune de Międzychód est de 307,24 km², répartis comme tel :
- terres agricoles : 37,09 %
- forêts : 51,08 %

La commune représente 41,71 % de la superficie du powiat.

## Démographie
Données du 30 juin 2009 :
| description        | Total  | Total | Femmes | Femmes | Hommes | Hommes |
| ------------------ | ------ | ----- | ------ | ------ | ------ | ------ |
| Unité              | Nombre | %     | Nombre | %      | Nombre | %      |
| population         | 18 366 | 100   | 9 294  | 50,6   | 9 072  | 49,4   |
| Densité (hab./km²) | 59,8   | 59,8  | 30,2   | 30,2   | 29,5   | 29,5   |